# Votações no processo de impeachment de Dilma Rousseff
As votações no processo de impeachment de Dilma Rousseff ocorreram em diversos momentos. Primeiro, a comissão especial formada por deputados federais decidiu sobre o pedido de impedimento do mandato presidencial de Dilma Rousseff, se seria admitido ou não. Independentemente do resultado, o parecer foi votado no plenário da Câmara dos Deputados em 17 de abril de 2016, cujo resultado seria decisivo no prosseguimento ou na rejeição do processo. Em ambas as votações, a denúncia foi admitida e o parecer sobre a mandatária Dilma Rousseff foi encaminhado ao Senado Federal.

## Na Câmara dos Deputados

### Na comissão especial, sobre a admissibilidade
Em 6 de abril, o relator do processo na comissão, Jovair Arantes (PTB), apresentou parecer recomendando a seus colegas votarem pela abertura de um processo contra a presidente. Arantes disse que estava convicto da existência de "indícios de gravíssimos e sistemáticos atentados à Constituição Federal" e o seu relatório assumiu a existência de um crime de responsabilidade. A análise enfatizou principalmente as acusações de irregularidades na gestão das contas públicas, como as pedaladas fiscais, e seus efeitos na crise econômica.
A comissão do impedimento iniciou as discussões pós-relatório na tarde de 8 de abril, sexta-feira. A sessão iniciou às quinze horas, mas poderia se prolongar até o dia seguinte, sábado, com o objetivo de cumprir o prazo de cinco sessões de discussão após a defesa de Dilma. Assim, a votação da comissão poderia ocorrer segunda-feira, dia 11. Cunha pretendia realizar sessões todos os dias para apressar o processo, mas a reunião da sexta-feira era não deliberativa, isto é, haveria apenas discussões, sem votação de projetos. Ele explicou que o rito, a partir dali, consistiria em: votação do parecer na comissão especial; leitura na sessão ordinária imediatamente seguinte; publicação no diário em 48 horas; e colocação em pauta. Depois, seria feita a votação, sem depender do dia em si.
Na noite de 11 de abril, a comissão aprovou o relatório de Arantes, por 38 votos a 27. A sessão durou nove horas e foi bastante tensa, com bate-bocas e provocações entre deputados do governo e da oposição. Arantes começou dizendo que "a população clama" pela continuidade do processo e que havia indícios de crime de responsabilidade. Logo depois, José Eduardo Cardozo acusou o parecer de conter "contradições" e "equívocos conceituais", além de afirmar que havia um "desejo político" pelo impeachment. O PMDB, que liberou o voto de seus membros, e o PSD, cujos deputados fizeram discursos contra e a favor, ficaram rachados na hora da votação. O relatório ainda teria que ser lido no plenário no dia 12 e publicado no diário oficial, na manhã do dia 13 de abril. Depois, seria respeitado um prazo de 48 horas para a votação no plenário.

#### Votos

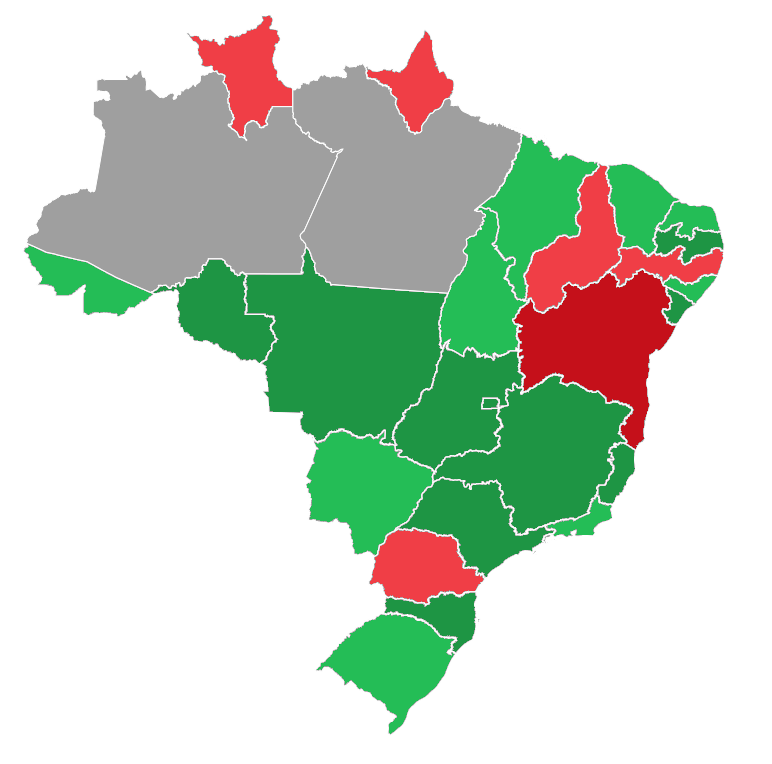
Resultado da votação no plenário do Senado por unidade federativa:
Sim—3 senadores
Sim—2 senadores
Sem maioria—1 sim, 1 não, 1 abstenção
Não—3 senadores
Não—2 senadores

| UF                | Deputado                    | Partido | Voto |
| ----------------- | --------------------------- | ------- | ---- |
| Paraíba           | Aguinaldo Ribeiro           | PP      | Não  |
| São Paulo         | Alex Manente                | PPS     | Sim  |
| Paraná            | Aliel Machado               | REDE    | Não  |
| São Paulo         | Arlindo Chinaglia           | PT      | Não  |
| Bahia             | Bacelar                     | PTN     | Não  |
| Rio de Janeiro    | Benedita da Silva           | PT      | Não  |
| Bahia             | Benito Gama                 | PTB     | Sim  |
| Pernambuco        | Bruno Araújo                | PSDB    | Sim  |
| São Paulo         | Bruno Covas                 | PSDB    | Sim  |
| São Paulo         | Carlos Sampaio              | PSDB    | Sim  |
| Rio de Janeiro    | Chico Alencar               | PSOL    | Não  |
| Ceará             | Danilo Forte                | PSB     | Sim  |
| Roraima           | Édio Lopes                  | PR      | Não  |
| São Paulo         | Eduardo Bolsonaro           | PSC     | Sim  |
| Bahia             | Elmar Nascimento            | DEM     | Sim  |
| Minas Gerais      | Eros Biondini               | PROS    | Sim  |
| Espírito Santo    | Evair de Melo               | PV      | Sim  |
| Pernambuco        | Fernando Coelho Filho       | PSB     | Sim  |
| Paraná            | Fernando Francischini       | SD      | Sim  |
| Piauí             | Flávio Nogueira             | PDT     | Não  |
| Rio Grande do Sul | Henrique Fontana            | PT      | Não  |
| Rio de Janeiro    | Jandira Feghali             | PCdoB   | Não  |
| Rio Grande do Sul | Jerônimo Goergen            | PP      | Sim  |
| Roraima           | Johnathan de Jesus          | PRB     | Sim  |
| São Paulo         | José Mentor                 | PT      | Não  |
| Bahia             | José Rocha                  | PR      | Não  |
| Goiás             | Jovair Arantes              | PTB     | Sim  |
| Rio de Janeiro    | Júlio Lopes                 | PP      | Sim  |
| Maranhão          | Júnior Marreca              | PEN     | Não  |
| Bahia             | Jutahy Júnior               | PSDB    | Sim  |
| Minas Gerais      | Laudivio Carvalho           | SD      | Sim  |
| Rio de Janeiro    | Leonardo Picciani           | PMDB    | Não  |
| Minas Gerais      | Leonardo Quintão            | PMDB    | Sim  |
| Bahia             | Lúcio Vieira Lima           | PMDB    | Sim  |
| Rio Grande do Sul | Luiz Carlos Ghiorzzi Busato | PTB     | Sim  |
| Minas Gerais      | Marcelo Aro                 | PHS     | Sim  |
| São Paulo         | Marcelo Squassoni           | PRB     | Sim  |
| São Paulo         | Marco Feliciano             | PSC     | Sim  |
| Minas Gerais      | Marcos Montes               | PSD     | Sim  |
| Santa Catarina    | Mauro Mariani               | PMDB    | Sim  |
| Pernambuco        | Mendonça Filho              | DEM     | Sim  |
| Mato Grosso       | Nilson Leitão               | PSDB    | Sim  |
| São Paulo         | Orlando Silva               | PCdoB   | Não  |
| Rio Grande do Sul | Osmar Terra                 | PMDB    | Sim  |
| São Paulo         | Paulinho da Força           | SD      | Sim  |
| Minas Gerais      | Paulo Abi-Ackel             | PSDB    | Sim  |
| Bahia             | Paulo Magalhães             | PSD     | Não  |
| São Paulo         | Paulo Maluf                 | PP      | Sim  |
| São Paulo         | Paulo Teixeira              | PT      | Não  |
| Rio Grande do Sul | Pepe Vargas                 | PT      | Não  |
| Bahia             | Roberto Britto              | PP      |      |
| Rio de Janeiro    | Rodrigo Maia                | DEM     | Sim  |
| Distrito Federal  | Rogério Rosso               | PSD     | Sim  |
| Distrito Federal  | Ronaldo Fonseca             | PROS    | Sim  |
| Roraima           | Shéridan                    | PSDB    | Sim  |
| Pernambuco        | Silvio Costa                | PTdoB   | Não  |
| Pernambuco        | Tadeu Alencar               | PSB     | Sim  |
| Mato Grosso       | Valtenir Pereira            | PMDB    | Não  |
| São Paulo         | Vicente Cândido             | PT      | Não  |
| Tocantins         | Vicentinho Júnior           | PR      | Não  |
| Rio de Janeiro    | Wadih Damous                | PT      | Não  |
| Minas Gerais      | Weliton Prado               | PMB     | Sim  |
| Maranhão          | Weverton Rocha              | PDT     | Não  |
| Pará              | Zé Geraldo                  | PT      | Não  |

### No Plenário, sobre a admissibilidade

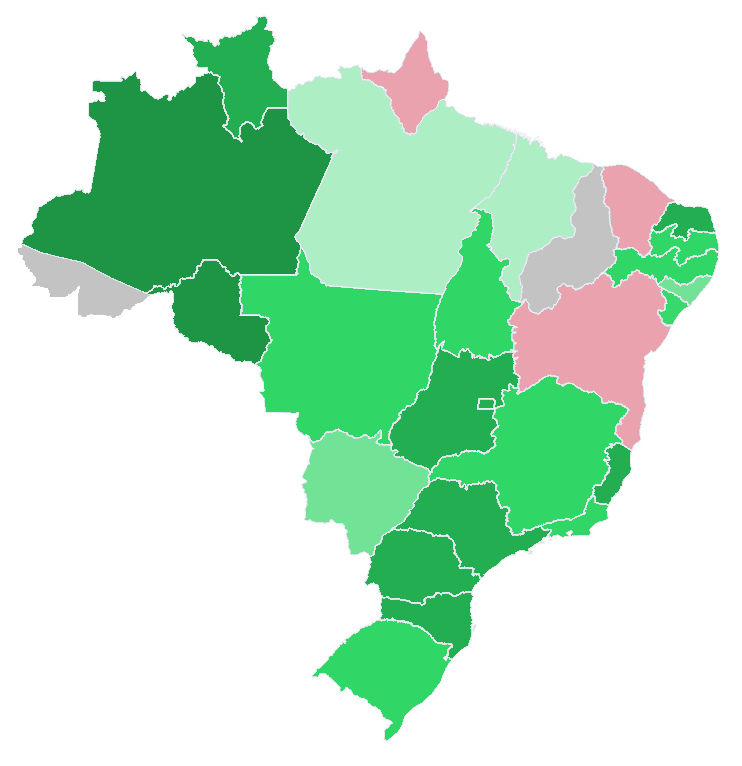
Resultado da votação no plenário da Câmara dos Deputados por unidade federativa:
Sim—90-100%: AM, RO
Sim—80-89,99%: GO, RN, RR, SC, PR, SP, ES
Sim—70-79,99%: MG, MT, PB, SE, TO, RJ, PE, RS
Sim—60-69,99%: AL, MS
Sim—50-59,99%: PA, MA
Empate: AC, PI
Não—50-59,99%: AP, CE, BA

Na manhã de 15 de abril, os deputados abriram uma sessão para analisar a admissibilidade do processo. Haveria outra sessão no dia seguinte, sábado, e a votação ocorreria domingo, 17 de abril. O roteiro de sexta consistiu nestas fases: 25 minutos para os autores do pedido se pronunciarem; 25 minutos para a defesa da presidente se pronunciar; e uma hora para a manifestação aberta de cada partido com representação na Câmara. A sessão foi encerrada às 18 horas e 55 minutos do sábado, 16 de abril, o que fez com que entrasse para a história como a maior sessão da história da Câmara dos Deputados. Na mesma noite, começaram as manifestações individuais dos deputados que se inscreveram no dia anterior, com três minutos para cada um e com alternância de posições contra e a favor.
A sessão definitiva da Câmara, no dia 17 de abril, tinha a seguinte agenda: abertura às 14 horas; manifestação dos líderes na câmara; e votação dos deputados, com tempo previsto de dez segundos para cada voto. Cada deputado teria que ir ao microfone e responder: sim, para a aprovação do parecer que recomendava a abertura do processo contra Dilma; não, para a rejeição do parecer; ou abstenção. A abertura do processo no Senado só poderia ser autorizada com 342 votos favoráveis.
Quebrando a tradição de neutralidade do cargo de Presidente da Câmara dos Deputados, Eduardo Cunha votou favoravelmente ao impeachment e disse: "Que Deus tenha misericórdia desta Nação!". Às 23 horas e 8 minutos de 17 de abril, o deputado Bruno Araújo (PSDB-PE) emitiu o voto favorável de número 342. Nesse momento, a Câmara dos Deputados decidiu pela autorização do processo de impedimento ao Senado. A sessão durou 9 horas e 47 minutos e a votação durou seis horas e dois minutos. A vitória oposicionista ocorreu por 367 votos favoráveis contra 137 contrários. Houve sete abstenções e somente dois ausentes dentre os 513 deputados.

#### Votos
Os votos estão ordenados por estado e regiões.
| Votos necessários para a admissibilidade do processo: 342 |     |   |
| \| 367 \| 137 \| 9 \|                                     |     |   |
| 367                                                       | 137 | 9 |

Sudeste
| Unidade federativa | Deputado                 | Partido | Voto  |
| ------------------ | ------------------------ | ------- | ----- |
| Espírito Santo     | Carlos Manato            | SD      | Sim   |
| Espírito Santo     | Jorge Silva              | PHS     | Sim   |
| Espírito Santo     | Evair de Melo            | PV      | Sim   |
| Espírito Santo     | Givaldo Vieira           | PT      | Não   |
| Espírito Santo     | Helder Salomão           | PT      | Não   |
| Espírito Santo     | Lelo Coimbra             | PMDB    | Sim   |
| Espírito Santo     | Marcus Vicente           | PP      | Sim   |
| Espírito Santo     | Max Filho                | PSDB    | Sim   |
| Espírito Santo     | Paulo Foletto            | PSB     | Sim   |
| Espírito Santo     | Sérgio Vidigal           | PDT     | Sim   |
| Minas Gerais       | Adelmo Carneiro Leão     | PT      | Não   |
| Minas Gerais       | Aelton Freitas           | PR      | Não   |
| Minas Gerais       | Bilac Pinto              | PR      | Sim   |
| Minas Gerais       | Bonifácio Andrada        | PSDB    | Sim   |
| Minas Gerais       | Brunny                   | PR      | Não   |
| Minas Gerais       | Caio Narcio              | PSDB    | Sim   |
| Minas Gerais       | Carlos Melles            | DEM     | Sim   |
| Minas Gerais       | Dâmina Pereira           | PSL     | Sim   |
| Minas Gerais       | Delegado Edson Moreira   | PR      | Sim   |
| Minas Gerais       | Diego Andrade            | PSD     | Sim   |
| Minas Gerais       | Dimas Fabiano            | PP      | Sim   |
| Minas Gerais       | Domingos Sávio           | PSDB    | Sim   |
| Minas Gerais       | Eduardo Barbosa          | PSDB    | Sim   |
| Minas Gerais       | Eros Biondini            | PROS    | Sim   |
| Minas Gerais       | Fábio Ramalho            | PMDB    | Sim   |
| Minas Gerais       | Franklin Lima            | PP      | Sim   |
| Minas Gerais       | Gabriel Guimarães        | PT      | Não   |
| Minas Gerais       | George Hilton            | PROS    | Não   |
| Minas Gerais       | Jaime Martins            | PSD     | Sim   |
| Minas Gerais       | Jô Moraes                | PCdoB   | Não   |
| Minas Gerais       | Júlio Delgado            | PSB     | Sim   |
| Minas Gerais       | Laudivio Carvalho        | SD      | Sim   |
| Minas Gerais       | Leonardo Monteiro        | PT      | Não   |
| Minas Gerais       | Leonardo Quintão         | PMDB    | Sim   |
| Minas Gerais       | Lincoln Portela          | PRB     | Sim   |
| Minas Gerais       | Luis Tibé                | PTdoB   | Sim   |
| Minas Gerais       | Luiz Fernando Faria      | PP      | Sim   |
| Minas Gerais       | Marcelo Álvaro Antônio   | PR      | Sim   |
| Minas Gerais       | Marcelo Aro              | PHS     | Sim   |
| Minas Gerais       | Marcos Montes            | PSD     | Sim   |
| Minas Gerais       | Marcus Pestana           | PSDB    | Sim   |
| Minas Gerais       | Margarida Salomão        | PT      | Não   |
| Minas Gerais       | Mário Heringer           | PDT     | Sim   |
| Minas Gerais       | Mauro Lopes              | PMDB    | Sim   |
| Minas Gerais       | Miguel Corrêa            | PT      | Não   |
| Minas Gerais       | Misael Varella           | DEM     | Sim   |
| Minas Gerais       | Newton Cardoso Júnior    | PMDB    | Sim   |
| Minas Gerais       | Odelmo Leão              | PP      | Sim   |
| Minas Gerais       | Padre João               | PT      | Não   |
| Minas Gerais       | Patrus Ananias           | PT      | Não   |
| Minas Gerais       | Paulo Abi-Ackel          | PSDB    | Sim   |
| Minas Gerais       | Raquel Muniz             | PSD     | Sim   |
| Minas Gerais       | Reginaldo Lopes          | PT      | Não   |
| Minas Gerais       | Renzo Braz               | PP      | Sim   |
| Minas Gerais       | Rodrigo de Castro        | PSDB    | Sim   |
| Minas Gerais       | Rodrigo Pacheco          | PMDB    | Sim   |
| Minas Gerais       | Saraiva Felipe           | PMDB    | Sim   |
| Minas Gerais       | Stefano Aguiar           | PSD     | Sim   |
| Minas Gerais       | Subtenente Gonzaga       | PDT     | Sim   |
| Minas Gerais       | Tenente Lúcio            | PSB     | Sim   |
| Minas Gerais       | Toninho Pinheiro         | PP      | Sim   |
| Minas Gerais       | Weliton Prado            | PMB     | Sim   |
| Minas Gerais       | Zé Silva                 | SD      | Sim   |
| Rio de Janeiro     | Alexandre Serfiotis      | PMDB    | Sim   |
| Rio de Janeiro     | Alessandro Molon         | REDE    | Não   |
| Rio de Janeiro     | Alexandre Valle          | PR      | Sim   |
| Rio de Janeiro     | Altineu Cortes           | PMDB    | Sim   |
| Rio de Janeiro     | Arolde de Oliveira       | PSC     | Sim   |
| Rio de Janeiro     | Áureo Lídio              | SD      | Sim   |
| Rio de Janeiro     | Benedita da Silva        | PT      | Não   |
| Rio de Janeiro     | Cabo Daciolo             | PTdoB   | Sim   |
| Rio de Janeiro     | Celso Pansera            | PMDB    | Não   |
| Rio de Janeiro     | Chico Alencar            | PSOL    | Não   |
| Rio de Janeiro     | Chico d'Ângelo           | PT      | Não   |
| Rio de Janeiro     | Clarissa Garotinho       | PR      | Falta |
| Rio de Janeiro     | Cristiane Brasil         | PTB     | Sim   |
| Rio de Janeiro     | Deley                    | PR      | Sim   |
| Rio de Janeiro     | Dr. João                 | PR      | Sim   |
| Rio de Janeiro     | Eduardo Cunha            | PMDB    | Sim   |
| Rio de Janeiro     | Ezequiel Teixeira        | PTN     | Sim   |
| Rio de Janeiro     | Felipe Bornier           | PROS    | Sim   |
| Rio de Janeiro     | Fernando Jordão          | PMDB    | Sim   |
| Rio de Janeiro     | Francisco Floriano       | DEM     | Sim   |
| Rio de Janeiro     | Glauber Braga            | PSol    | Não   |
| Rio de Janeiro     | Hugo Leal                | PSB     | Sim   |
| Rio de Janeiro     | Indio da Costa           | PSD     | Sim   |
| Rio de Janeiro     | Jair Bolsonaro           | PSC     | Sim   |
| Rio de Janeiro     | Jandira Feghali          | PCdoB   | Não   |
| Rio de Janeiro     | Jean Wyllys              | PSOL    | Não   |
| Rio de Janeiro     | Júlio Lopes              | PP      | Sim   |
| Rio de Janeiro     | Leonardo Picciani        | PMDB    | Não   |
| Rio de Janeiro     | Luiz Carlos Ramos        | PTN     | Sim   |
| Rio de Janeiro     | Luiz Sérgio              | PT      | Não   |
| Rio de Janeiro     | Marcelo Matos            | PHS     | Sim   |
| Rio de Janeiro     | Marco Antônio Cabral     | PMDB    | Sim   |
| Rio de Janeiro     | Marcos Soares            | DEM     | Sim   |
| Rio de Janeiro     | Miro Teixeira            | REDE    | Sim   |
| Rio de Janeiro     | Otávio Leite             | PSDB    | Sim   |
| Rio de Janeiro     | Paulo Feijó              | PR      | Sim   |
| Rio de Janeiro     | Pedro Paulo              | PMDB    | Sim   |
| Rio de Janeiro     | Roberto Sales            | PRB     | Sim   |
| Rio de Janeiro     | Rodrigo Maia             | DEM     | Sim   |
| Rio de Janeiro     | Rosângela Gomes          | PRB     | Sim   |
| Rio de Janeiro     | Sergio Zveiter           | PMDB    | Sim   |
| Rio de Janeiro     | Simão Sessim             | PP      | Sim   |
| Rio de Janeiro     | Sóstenes Cavalcante      | DEM     | Sim   |
| Rio de Janeiro     | Soraya Santos            | PMDB    | Sim   |
| Rio de Janeiro     | Wadih Damous             | PT      | Não   |
| Rio de Janeiro     | Washington Reis          | PMDB    | Sim   |
| São Paulo          | Alex Manente             | PPS     | Sim   |
| São Paulo          | Alexandre Leite          | DEM     | Sim   |
| São Paulo          | Ana Perugini             | PT      | Não   |
| São Paulo          | Andrés Sanchez           | PT      | Não   |
| São Paulo          | Antonio Bulhões          | PRB     | Sim   |
| São Paulo          | Arlindo Chinaglia        | PT      | Não   |
| São Paulo          | Arnaldo Faria de Sá      | PTB     | Sim   |
| São Paulo          | Arnaldo Jardim           | PPS     | Sim   |
| São Paulo          | Baleia Rossi             | PMDB    | Sim   |
| São Paulo          | Beto Mansur              | PRB     | Sim   |
| São Paulo          | Bruna Furlan             | PSDB    | Sim   |
| São Paulo          | Bruno Covas              | PSDB    | Sim   |
| São Paulo          | Capitão Augusto          | PR      | Sim   |
| São Paulo          | Carlos Sampaio           | PSDB    | Sim   |
| São Paulo          | Carlos Zarattini         | PT      | Não   |
| São Paulo          | Celso Russomanno         | PRB     | Sim   |
| São Paulo          | Sinval Malheiros         | PTN     | Sim   |
| São Paulo          | Duarte Nogueira          | PSDB    | Sim   |
| São Paulo          | Edinho Araújo            | PMDB    | Sim   |
| São Paulo          | Eduardo Bolsonaro        | PSC     | Sim   |
| São Paulo          | Eduardo Cury             | PSDB    | Sim   |
| São Paulo          | Eli Corrêa Filho         | DEM     | Sim   |
| São Paulo          | Evandro Gussi            | PV      | Sim   |
| São Paulo          | Fausto Pinato            | PP      | Sim   |
| São Paulo          | Flavinho                 | PSB     | Sim   |
| São Paulo          | Floriano Pesaro          | PSDB    | Sim   |
| São Paulo          | Gilberto Nascimento      | PSC     | Sim   |
| São Paulo          | Goulart                  | PSD     | Sim   |
| São Paulo          | Guilherme Mussi          | PP      | Sim   |
| São Paulo          | Herculano Passos         | PSD     | Sim   |
| São Paulo          | Ivan Valente             | PSOL    | Não   |
| São Paulo          | Jefferson Campos         | PSD     | Sim   |
| São Paulo          | João Paulo Papa          | PSDB    | Sim   |
| São Paulo          | Jorge Tadeu Mudalen      | DEM     | Sim   |
| São Paulo          | José Mentor              | PT      | Não   |
| São Paulo          | Keiko Ota                | PSB     | Sim   |
| São Paulo          | Luiz Lauro Filho         | PSB     | Sim   |
| São Paulo          | Luiza Erundina           | PSOL    | Não   |
| São Paulo          | Major Olímpio            | SD      | Sim   |
| São Paulo          | Mara Gabrilli            | PSDB    | Sim   |
| São Paulo          | Marcelo Squassoni        | PRB     | Sim   |
| São Paulo          | Marcio Alvino            | PR      | Sim   |
| São Paulo          | Miguel Haddad            | PSDB    | Sim   |
| São Paulo          | Miguel Lombardi          | PR      | Sim   |
| São Paulo          | Milton Monti             | PR      | Sim   |
| São Paulo          | Missionário José Olímpio | DEM     | Sim   |
| São Paulo          | Nelson Marquezelli       | PTB     | Sim   |
| São Paulo          | Nilto Tatto              | PT      | Não   |
| São Paulo          | Orlando Silva            | PCdoB   | Não   |
| São Paulo          | Paulo Freire Costa       | PR      | Sim   |
| São Paulo          | Paulo Maluf              | PP      | Sim   |
| São Paulo          | Paulo Pereira da Silva   | SD      | Sim   |
| São Paulo          | Paulo Teixeira           | PT      | Não   |
| São Paulo          | Marco Feliciano          | PSC     | Sim   |
| São Paulo          | Renata Abreu             | PTN     | Sim   |
| São Paulo          | Ricardo Izar             | PP      | Sim   |
| São Paulo          | Ricardo Tripoli          | PSDB    | Sim   |
| São Paulo          | Roberto Alves            | PRB     | Sim   |
| São Paulo          | Roberto de Lucena        | PV      | Sim   |
| São Paulo          | Rodrigo Garcia           | DEM     | Sim   |
| São Paulo          | Samuel Moreira           | PSDB    | Sim   |
| São Paulo          | Sérgio Reis              | PRB     | Sim   |
| São Paulo          | Sílvio Torres            | PSDB    | Sim   |
| São Paulo          | Tiririca                 | PR      | Sim   |
| São Paulo          | Valmir Prascidelli       | PT      | Não   |
| São Paulo          | Vanderlei Macris         | PSDB    | Sim   |
| São Paulo          | Vicente Cândido          | PT      | Não   |
| São Paulo          | Vicentinho               | PT      | Não   |
| São Paulo          | Vinicius Carvalho        | PRB     | Sim   |
| São Paulo          | Vitor Lippi              | PSDB    | Sim   |

Nordeste
| Estado              | Deputado                          | Partido | Voto  |
| ------------------- | --------------------------------- | ------- | ----- |
| Alagoas             | Arthur Lira                       | PP      | Sim   |
| Alagoas             | Cícero Almeida                    | PMDB    | Sim   |
| Alagoas             | Givaldo Carimbão                  | PHS     | Não   |
| Alagoas             | João Henrique Caldas              | PMDB    | Sim   |
| Alagoas             | Marx Beltrão                      | PMDB    | Sim   |
| Alagoas             | Mauricio Quintella                | PR      | Sim   |
| Alagoas             | Paulão                            | PT      | Não   |
| Alagoas             | Pedro Vilela                      | PSDB    | Sim   |
| Alagoas             | Ronaldo Lessa                     | PDT     | Não   |
| Bahia               | Afonso Florence                   | PT      | Não   |
| Bahia               | Alice Portugal                    | PCdoB   | Não   |
| Bahia               | Antonio Brito                     | PSD     | Não   |
| Bahia               | Antônio Imbassahy                 | PSDB    | Sim   |
| Bahia               | Arthur Maia                       | PPS     | Sim   |
| Bahia               | João Carlos Bacelar Batista       | PTN     | Não   |
| Bahia               | Bebeto Galvão                     | PSB     | Não   |
| Bahia               | Benito Gama                       | PTB     | Sim   |
| Bahia               | Cacá Leão                         | PP      | Abs.  |
| Bahia               | Luiz Carlos Caetano               | PT      | Não   |
| Bahia               | Claudio Cajado                    | DEM     | Sim   |
| Bahia               | Daniel Almeida                    | PCdoB   | Não   |
| Bahia               | Davidson Magalhães                | PCdoB   | Não   |
| Bahia               | Elmar                             | DEM     | Sim   |
| Bahia               | Erivelton Santana                 | PEN     | Sim   |
| Bahia               | Félix Mendonça Júnior             | PDT     | Não   |
| Bahia               | Fernando Torres                   | PSD     | Não   |
| Bahia               | Irmão Lázaro                      | PSC     | Sim   |
| Bahia               | João Carlos Paolilo Bacelar Filho | PR      | Não   |
| Bahia               | João Gualberto                    | PSDB    | Sim   |
| Bahia               | Jorge Solla                       | PT      | Não   |
| Bahia               | José Carlos Aleluia               | DEM     | Sim   |
| Bahia               | José Carlos Araújo                | PR      | Não   |
| Bahia               | José Nunes Soares                 | PSD     | Não   |
| Bahia               | José Rocha                        | PR      | Não   |
| Bahia               | Jutahy Júnior                     | PSDB    | Sim   |
| Bahia               | Lúcio Vieira Lima                 | PMDB    | Sim   |
| Bahia               | Márcio Marinho                    | PRB     | Sim   |
| Bahia               | Mário Negromonte Júnior           | PRB     | Abs.  |
| Bahia               | Moema Gramacho                    | PT      | Não   |
| Bahia               | Paulo Azi                         | DEM     | Sim   |
| Bahia               | Paulo Magalhães                   | PSD     | Não   |
| Bahia               | Roberto Britto                    | PP      | Não   |
| Bahia               | Ronaldo Carletto                  | PP      | Não   |
| Bahia               | Sérgio Brito                      | PSD     | Não   |
| Bahia               | Tia Eron                          | PRB     | Sim   |
| Bahia               | Uldurico Júnior                   | PV      | Sim   |
| Bahia               | Valmir Assunção                   | PT      | Não   |
| Bahia               | Waldenor Pereira                  | PT      | Não   |
| Ceará               | Adail Carneiro                    | PP      | Sim   |
| Ceará               | Aníbal Gomes                      | PMDB    | Falta |
| Ceará               | Ariosto Holanda                   | PDT     | Não   |
| Ceará               | Arnon Bezerra                     | PTB     | Não   |
| Ceará               | Cabo Sabino                       | PR      | Sim   |
| Ceará               | Chico Lopes                       | PCdoB   | Não   |
| Ceará               | Danilo Forte                      | PSB     | Sim   |
| Ceará               | Domingos Neto                     | PSD     | Não   |
| Ceará               | Genecias Noronha                  | SD      | Sim   |
| Ceará               | Gorete Pereira                    | PR      | Abs.  |
| Ceará               | José Airton                       | PT      | Não   |
| Ceará               | José Guimarães                    | PT      | Não   |
| Ceará               | Leônidas Cristino                 | PDT     | Não   |
| Ceará               | Luizianne Lins                    | PT      | Não   |
| Ceará               | Macedo                            | PP      | Não   |
| Ceará               | Moroni Torgan                     | DEM     | Sim   |
| Ceará               | Moses Rodrigues                   | PMDB    | Sim   |
| Ceará               | Odorico                           | PT      | Não   |
| Ceará               | Raimundo Matos                    | PSDB    | Sim   |
| Ceará               | Ronaldo Martins                   | PRB     | Sim   |
| Ceará               | Vicente Arruda                    | PDT     | Não   |
| Ceará               | Vitor Valim                       | PMDB    | Sim   |
| Maranhão            | Alberto Filho                     | PMDB    | Sim   |
| Maranhão            | Aluísio Mendes                    | PTN     | Não   |
| Maranhão            | André Fufuca                      | PP      | Sim   |
| Maranhão            | Cléber Verde                      | PRB     | Sim   |
| Maranhão            | Eliziane Gama                     | PPS     | Sim   |
| Maranhão            | Hildo Rocha                       | PMDB    | Sim   |
| Maranhão            | João Castelo                      | PSDB    | Sim   |
| Maranhão            | João Marcelo                      | PMDB    | Não   |
| Maranhão            | José Reinaldo                     | PSB     | Sim   |
| Maranhão            | Júnior Marreca                    | PEN     | Não   |
| Maranhão            | Juscelino Filho                   | DEM     | Sim   |
| Maranhão            | Pedro Fernandes                   | PTB     | Não   |
| Maranhão            | Rubens Pereira Júnior             | PCdoB   | Não   |
| Maranhão            | Sarney Filho                      | PV      | Sim   |
| Maranhão            | Victor Mendes                     | PSD     | Sim   |
| Maranhão            | Waldir Maranhão                   | PP      | Não   |
| Maranhão            | Weverton Rocha                    | PDT     | Não   |
| Maranhão            | Zé Carlos                         | PT      | Não   |
| Paraíba             | Aguinaldo Ribeiro                 | PP      | Sim   |
| Paraíba             | Benjamin Maranhão                 | SD      | Sim   |
| Paraíba             | Damião Feliciano                  | PDT     | Não   |
| Paraíba             | Efraim Morais Filho               | DEM     | Sim   |
| Paraíba             | Hugo Motta                        | PMDB    | Sim   |
| Paraíba             | Luiz Couto                        | PT      | Não   |
| Paraíba             | Manoel Junior                     | PMDB    | Sim   |
| Paraíba             | Pedro Cunha Lima                  | PSDB    | Sim   |
| Paraíba             | Rômulo Gouveia                    | PSD     | Sim   |
| Paraíba             | Veneziano Vital                   | PMDB    | Sim   |
| Paraíba             | Wellington Roberto                | PR      | Não   |
| Paraíba             | Wilson Filho                      | PTB     | Sim   |
| Pernambuco          | Anderson Ferreira                 | PR      | Sim   |
| Pernambuco          | Adalberto Cavalcanti              | PTB     | Não   |
| Pernambuco          | André de Paula                    | PSD     | Sim   |
| Pernambuco          | Augusto Coutinho                  | SD      | Sim   |
| Pernambuco          | Betinho Gomes                     | PSDB    | Sim   |
| Pernambuco          | Bruno Araújo                      | PSDB    | Sim   |
| Pernambuco          | Daniel Coelho                     | PSDB    | Sim   |
| Pernambuco          | Danilo Cabral                     | PSB     | Sim   |
| Pernambuco          | Eduardo da Fonte                  | PP      | Sim   |
| Pernambuco          | Fernando Coelho Filho             | PSB     | Sim   |
| Pernambuco          | Gonzaga Patriota                  | PSB     | Sim   |
| Pernambuco          | Jarbas Vasconcelos                | PMDB    | Sim   |
| Pernambuco          | João Fernando Coutinho            | PSB     | Sim   |
| Pernambuco          | Jorge Côrte Real                  | PTB     | Sim   |
| Pernambuco          | Kaio Maniçoba                     | PMDB    | Sim   |
| Pernambuco          | Luciana Santos                    | PCdoB   | Não   |
| Pernambuco          | Marinaldo Rosendo                 | PSB     | Sim   |
| Pernambuco          | Mendonça Filho                    | DEM     | Sim   |
| Pernambuco          | Pastor Eurico                     | PHS     | Sim   |
| Pernambuco          | Ricardo Teobaldo                  | PTN     | Não   |
| Pernambuco          | Silvio Costa                      | PTdoB   | Não   |
| Pernambuco          | Sebastião Oliveira                | PR      | Abs.  |
| Pernambuco          | Tadeu Alencar                     | PSB     | Sim   |
| Pernambuco          | Zeca Cavalcanti                   | PTB     | Não   |
| Pernambuco          | Wolney Queiroz                    | PDT     | Não   |
| Piauí               | Átila Lira                        | PSB     | Sim   |
| Piauí               | Assis Carvalho                    | PT      | Não   |
| Piauí               | Fábio Abreu                       | PTB     | Não   |
| Piauí               | Heráclito Fortes                  | PSB     | Sim   |
| Piauí               | Iracema Portela                   | PP      | Sim   |
| Piauí               | Júlio César                       | PSD     | Sim   |
| Piauí               | Marcelo Castro                    | PMDB    | Não   |
| Piauí               | Paes Landim                       | PTB     | Não   |
| Piauí               | Rejane Dias                       | PT      | Não   |
| Piauí               | Rodrigo Martins                   | PSB     | Sim   |
| Rio Grande do Norte | Antônio Jácome                    | PTN     | Sim   |
| Rio Grande do Norte | Beto Rosado                       | PP      | Sim   |
| Rio Grande do Norte | Fábio Faria                       | PSD     | Sim   |
| Rio Grande do Norte | Felipe Maia                       | DEM     | Sim   |
| Rio Grande do Norte | Rafael Motta                      | PSB     | Sim   |
| Rio Grande do Norte | Rogério Marinho                   | PSDB    | Sim   |
| Rio Grande do Norte | Walter Alves                      | PMDB    | Sim   |
| Rio Grande do Norte | Zenaide Maia                      | PR      | Não   |
| Sergipe             | Adelson Barreto                   | PR      | Sim   |
| Sergipe             | André Moura                       | PSC     | Sim   |
| Sergipe             | Fábio Mitidieri                   | PSD     | Não   |
| Sergipe             | Fábio Reis                        | PMDB    | Sim   |
| Sergipe             | João Daniel                       | PT      | Não   |
| Sergipe             | Jony Marcos                       | PRB     | Sim   |
| Sergipe             | Laercio Oliveira                  | SD      | Sim   |
| Sergipe             | Valadares Filho                   | PSB     | Sim   |

Sul
| Estado            | Deputado                   | Partido | Voto |
| ----------------- | -------------------------- | ------- | ---- |
| Paraná            | Alex Canziani              | PTB     | Sim  |
| Paraná            | Alfredo Kaefer             | PSL     | Sim  |
| Paraná            | Aliel Machado              | Rede    | Não  |
| Paraná            | Assis do Couto             | PDT     | Não  |
| Paraná            | Christiane Yared           | PR      | Sim  |
| Paraná            | Diego Garcia               | PHS     | Sim  |
| Paraná            | Dilceu Sperafico           | PP      | Sim  |
| Paraná            | Enio Verri                 | PT      | Não  |
| Paraná            | Evandro Roman              | PSD     | Sim  |
| Paraná            | Fernando Francischini      | SD      | Sim  |
| Paraná            | Giacobo                    | PR      | Sim  |
| Paraná            | Hermes Parcianello         | PMDB    | Sim  |
| Paraná            | João Arruda                | PMDB    | Sim  |
| Paraná            | Leandre                    | PV      | Sim  |
| Paraná            | Leopoldo Meyer             | PSB     | Sim  |
| Paraná            | Luciano Ducci              | PSB     | Sim  |
| Paraná            | Luiz Carlos Hauly          | PSDB    | Sim  |
| Paraná            | Luiz Nishimori             | PR      | Sim  |
| Paraná            | Marcelo Belinati           | PP      | Sim  |
| Paraná            | Nelson Meurer              | PP      | Sim  |
| Paraná            | Nelson Padovani            | PSDB    | Sim  |
| Paraná            | Osmar Serraglio            | PMDB    | Sim  |
| Paraná            | Paulo Martins              | PSDB    | Sim  |
| Paraná            | Ricardo Barros             | PP      | Sim  |
| Paraná            | Rubens Bueno               | PPS     | Sim  |
| Paraná            | Sandro Alex                | PSD     | Sim  |
| Paraná            | Sergio Souza               | PMDB    | Sim  |
| Paraná            | Takayama                   | PSC     | Sim  |
| Paraná            | Toninho Wandscheer         | PROS    | Sim  |
| Paraná            | Zeca Dirceu                | PT      | Não  |
| Rio Grande do Sul | Afonso Hamm                | PP      | Sim  |
| Rio Grande do Sul | Afonso Motta               | PDT     | Não  |
| Rio Grande do Sul | Alceu Moreira              | PMDB    | Sim  |
| Rio Grande do Sul | Bohn Gass                  | PT      | Não  |
| Rio Grande do Sul | Carlos Gomes               | PRB     | Sim  |
| Rio Grande do Sul | Covatti Filho              | PP      | Sim  |
| Rio Grande do Sul | Danrlei de Deus Hinterholz | PSD     | Sim  |
| Rio Grande do Sul | Darcísio Perondi           | PMDB    | Sim  |
| Rio Grande do Sul | Dionilso Marcon            | PT      | Não  |
| Rio Grande do Sul | Giovani Cherini            | PDT     | Sim  |
| Rio Grande do Sul | Heitor Schuch              | PSB     | Sim  |
| Rio Grande do Sul | Henrique Fontana           | PT      | Não  |
| Rio Grande do Sul | Jerônimo Goergen           | PP      | Sim  |
| Rio Grande do Sul | João Derly                 | REDE    | Sim  |
| Rio Grande do Sul | José Fogaça                | PMDB    | Sim  |
| Rio Grande do Sul | José Otávio Germano        | PP      | Sim  |
| Rio Grande do Sul | Jose Stedile               | PSB     | Sim  |
| Rio Grande do Sul | Luis Carlos Heinze         | PP      | Sim  |
| Rio Grande do Sul | Luiz Carlos Busato         | PTB     | Sim  |
| Rio Grande do Sul | Marco Maia                 | PT      | Não  |
| Rio Grande do Sul | Maria do Rosário           | PT      | Não  |
| Rio Grande do Sul | Mauro Pereira              | PMDB    | Sim  |
| Rio Grande do Sul | Nelson Marchezan Júnior    | PSDB    | Sim  |
| Rio Grande do Sul | Onyx Lorenzoni             | DEM     | Sim  |
| Rio Grande do Sul | Osmar Terra                | PMDB    | Sim  |
| Rio Grande do Sul | Paulo Pimenta              | PT      | Não  |
| Rio Grande do Sul | Pepe Vargas                | PT      | Não  |
| Rio Grande do Sul | Pompeo de Mattos           | PDT     | Abs. |
| Rio Grande do Sul | Renato Molling             | PP      | Sim  |
| Rio Grande do Sul | Ronaldo Nogueira           | PTB     | Sim  |
| Rio Grande do Sul | Sérgio Moraes              | PTB     | Sim  |
| Santa Catarina    | Carmen Zanotto             | PPS     | Sim  |
| Santa Catarina    | Celso Maldaner             | PMDB    | Sim  |
| Santa Catarina    | Cesar Souza                | PSD     | Sim  |
| Santa Catarina    | Décio Lima                 | PT      | Não  |
| Santa Catarina    | Esperidião Amin            | PP      | Sim  |
| Santa Catarina    | Geovania de Sá             | PSDB    | Sim  |
| Santa Catarina    | João Paulo Kleinübing      | PSD     | Sim  |
| Santa Catarina    | João Rodrigues             | PSD     | Sim  |
| Santa Catarina    | Jorge Boeira               | PP      | Sim  |
| Santa Catarina    | Jorginho Mello             | PR      | Sim  |
| Santa Catarina    | Marco Tebaldi              | PSDB    | Sim  |
| Santa Catarina    | Mauro Mariani              | PMDB    | Sim  |
| Santa Catarina    | Pedro Uczai                | PT      | Não  |
| Santa Catarina    | Peninha                    | PMDB    | Sim  |
| Santa Catarina    | Ronaldo Benedet            | PMDB    | Sim  |
| Santa Catarina    | Valdir Colatto             | PMDB    | Sim  |

Centro-oeste
| Unidade federativa | Deputado                 | Partido | Voto |
| ------------------ | ------------------------ | ------- | ---- |
| Distrito Federal   | Alberto Fraga            | DEM     | Sim  |
| Distrito Federal   | Augusto Carvalho         | SD      | Sim  |
| Distrito Federal   | Érika Kokay              | PT      | Não  |
| Distrito Federal   | Izalci Lucas Ferreira    | PSDB    | Sim  |
| Distrito Federal   | Laerte Bessa             | PR      | Sim  |
| Distrito Federal   | Rogério Rosso            | PSD     | Sim  |
| Distrito Federal   | Ronaldo Fonseca          | PROS    | Sim  |
| Distrito Federal   | Rôney Nemer              | PP      | Sim  |
| Goiás              | Alexandre Baldy          | PTN     | Sim  |
| Goiás              | Célio Silveira           | PSDB    | Sim  |
| Goiás              | Daniel Vilela            | PMDB    | Sim  |
| Goiás              | Delegado Waldir          | PR      | Sim  |
| Goiás              | Fábio Sousa              | PSDB    | Sim  |
| Goiás              | Flávia Morais            | PDT     | Sim  |
| Goiás              | Giuseppe Vecci           | PSDB    | Sim  |
| Goiás              | Heuler Cruvinel          | PSD     | Sim  |
| Goiás              | João Campos de Araújo    | PRB     | Sim  |
| Goiás              | Jovair Arantes           | PTB     | Sim  |
| Goiás              | Lucas Vergílio           | SD      | Sim  |
| Goiás              | Magda Mofatto            | PR      | Sim  |
| Goiás              | Marcos Abrão             | PPS     | Sim  |
| Goiás              | Pedro Chaves             | PMDB    | Sim  |
| Goiás              | Roberto Balestra         | PP      | Sim  |
| Goiás              | Rubens Otoni             | PT      | Não  |
| Goiás              | Thiago Peixoto           | PSD     | Sim  |
| Mato Grosso        | Adilton Sachetti         | PSB     | Sim  |
| Mato Grosso        | Carlos Bezerra           | PMDB    | Sim  |
| Mato Grosso        | Victor Mendes            | PSD     | Sim  |
| Mato Grosso        | Fabio Garcia             | PSB     | Sim  |
| Mato Grosso        | Nilson Leitão            | PSDB    | Sim  |
| Mato Grosso        | Professor Victório Galli | PSC     | Sim  |
| Mato Grosso        | Ságuas Moraes            | PT      | Não  |
| Mato Grosso        | Tampinha                 | PSD     | Sim  |
| Mato Grosso        | Valtenir Pereira         | PMDB    | Não  |
| Mato Grosso do Sul | Carlos Marun             | PMDB    | Sim  |
| Mato Grosso do Sul | Dagoberto                | PDT     | Não  |
| Mato Grosso do Sul | Elizeu Dionizio          | PSDB    | Sim  |
| Mato Grosso do Sul | Geraldo Resende          | PSDB    | Sim  |
| Mato Grosso do Sul | Mandetta                 | DEM     | Sim  |
| Mato Grosso do Sul | Tereza Cristina          | PSB     | Sim  |
| Mato Grosso do Sul | Vander Loubet            | PT      | Não  |
| Mato Grosso do Sul | Zeca do PT               | PT      | Não  |

Norte
| Estado    | Deputado               | Partido | Voto |
| --------- | ---------------------- | ------- | ---- |
| Acre      | Alan Rick              | PRB     | Sim  |
| Acre      | Raimundo Angelim       | PT      | Não  |
| Acre      | César Messias          | PSB     | Não  |
| Acre      | Flaviano Melo          | PMDB    | Sim  |
| Acre      | Jéssica Sales          | PMDB    | Sim  |
| Acre      | Leo de Brito           | PT      | Não  |
| Acre      | Major Rocha            | PSDB    | Sim  |
| Acre      | Sibá Machado           | PT      | Não  |
| Amapá     | André Abdon            | PP      | Sim  |
| Amapá     | Cabuçu Borges          | PMDB    | Sim  |
| Amapá     | Janete Capiberibe      | PSB     | Não  |
| Amapá     | Jozi Araújo            | PTN     | Não  |
| Amapá     | Marcos Reátegui        | PSD     | Sim  |
| Amapá     | Professora Marcivânia  | PCdoB   | Não  |
| Amapá     | Roberto Góes           | PDT     | Não  |
| Amapá     | Vinícius Gurgel        | PR      | Abs. |
| Amazonas  | Alfredo Nascimento     | PR      | Sim  |
| Amazonas  | Arthur Bisneto         | PSDB    | Sim  |
| Amazonas  | Átila Lins             | PSD     | Sim  |
| Amazonas  | Conceição Sampaio      | PP      | Sim  |
| Amazonas  | Hissa Abrahão          | PDT     | Sim  |
| Amazonas  | Marcos Rotta           | PDT     | Sim  |
| Amazonas  | Pauderney Avelino      | DEM     | Sim  |
| Amazonas  | Silas Câmara           | PRB     | Sim  |
| Pará      | Arnaldo Jordy          | PPS     | Sim  |
| Pará      | Beto Faro              | PT      | Não  |
| Pará      | Beto Salame            | PP      | Abs. |
| Pará      | Delegado Éder Mauro    | PSD     | Sim  |
| Pará      | Edmilson Rodrigues     | PSOL    | Não  |
| Pará      | Elcione Barbalho       | PMDB    | Não  |
| Pará      | Francisco Chapadinha   | PTN     | Sim  |
| Pará      | Hélio Leite            | DEM     | Sim  |
| Pará      | Joaquim Passarinho     | PSD     | Sim  |
| Pará      | José Priante           | PMDB    | Sim  |
| Pará      | Josué Bengtson         | PTB     | Sim  |
| Pará      | Júlia Marinho          | PSC     | Sim  |
| Pará      | Lúcio Vale             | PR      | Não  |
| Pará      | Nilson Pinto           | PSDB    | Sim  |
| Pará      | Simone Morgado         | PMDB    | Não  |
| Pará      | Wladimir Costa         | SD      | Sim  |
| Pará      | Zé Geraldo             | PT      | Não  |
| Rondônia  | Expedito Netto         | SD      | Sim  |
| Rondônia  | Lindomar Garçon        | PRB     | Sim  |
| Rondônia  | Lucio Mosquini         | PMDB    | Sim  |
| Rondônia  | Luiz Cláudio           | PR      | Sim  |
| Rondônia  | Marcos Rogério         | DEM     | Sim  |
| Rondônia  | Mariana Carvalho       | PSDB    | Sim  |
| Rondônia  | Marinha Raupp          | PMDB    | Sim  |
| Rondônia  | Nilton Capixaba        | PTB     | Sim  |
| Roraima   | Abel Mesquita Jr.      | DEM     | Sim  |
| Roraima   | Carlos Andrade         | PHS     | Sim  |
| Roraima   | Édio Lopes             | PR      | Não  |
| Roraima   | Hiran Gonçalves        | PP      | Sim  |
| Roraima   | Johnathan de Jesus     | PRB     | Sim  |
| Roraima   | Maria Helena           | PSB     | Sim  |
| Roraima   | Remídio Monai          | PR      | Sim  |
| Roraima   | Shéridan               | PSDB    | Sim  |
| Tocantins | Carlos Henrique Gaguim | PTN     | Sim  |
| Tocantins | César Halum            | PRB     | Sim  |
| Tocantins | Dulce Miranda          | PMDB    | Sim  |
| Tocantins | Irajá Abreu            | PSD     | Não  |
| Tocantins | Josi Nunes             | PMDB    | Sim  |
| Tocantins | Lázaro Botelho         | PP      | Sim  |
| Tocantins | Professora Dorinha     | DEM     | Sim  |
| Tocantins | Vicentinho Júnior      | PR      | Não  |

#### Transmissão
Com exceção do SBT, todos os principais canais de televisão aberta do Brasil transmitiram a votação do impeachment ao vivo. Somando canais abertos, foram mais de 50 pontos de audiência no domingo registrados durante a votação: 37 da Rede Globo, 8 da Rede Record, 4 da Band, 2 da Rede TV! e 0,8 da TV Brasil.
Na Rede Globo, a audiência teve picos de 37 pontos, o que representava cerca de 7 milhões de casas acompanhando a votação. A emissora passou quase 500 minutos sem interrupções com a cobertura ao vivo da Câmara dos Deputados, um tempo recorde – mais até do que durante a cobertura dos atentados de 11 de setembro, em 2001.
Além das transmissões televisivas, a internet e as emissoras de rádio brasileiras cobriram a votação do início ao fim. Quem foi às ruas também pôde acompanhar o que acontecia na Câmara. Em São Paulo, Rio de Janeiro e Brasília foram montados enormes telões.

#### Análise das justificativas de votos
Em 2017, os acadêmicos Reginaldo Prandi e João Luiz Carneiro publicaram um estudo na Revista Brasileira de Ciências Sociais que analisou as justificativas de voto dos deputados federais na abertura do impeachment de Dilma Rousseff, comparando os deputados evangélicos e os não evangélicos. Segundo os autores, 93,8% dos parlamentares evangélicos votaram a favor da admissibilidade do impeachment, enquanto este percentual foi de 67,7% entre os não evangélicos.
Segundo o estudo, a bancada evangélica, em comparação com o grupo não evangélico, votou mais fortemente apoiada em justificativas que se mostraram afinadas menos com valores democráticos e mais com o universo da tradição, justificativas como "pela base eleitoral do deputado", "pelo Brasil", "pela família e parentes do deputado" e "em nome de Deus". Via de regra, ela segue a mesma linha dos não evangélicos que votaram a favor do impeachment, mas manifestam seus argumentos com maior peso, o que os distingue no conjunto dos deputados como grupo diferenciado pela identidade religiosa.
Os autores afirmam ainda que, para o conjunto da Câmara dos Deputados, os resultados mostraram que aqueles que votaram a favor da admissibilidade do impeachment — que foram a maioria — tenderam a justificar seu voto com base nas seguintes razões: avaliação de mau governo, corrupção e diferentes itens que podem ser reunidos sob a rubrica da tradição, a qual abrange sentimentos referentes à família, à religião e à base eleitoral do deputado. Os derrotados, que votaram contra o prosseguimento do processo de afastamento, calcaram seus votos preferencialmente em justificativas mais ligadas aos pressupostos da democracia e da legalidade do processo político.

## No Senado Federal

### No Plenário, sobre a admissibilidade
A votação, no plenário do Senado Federal, sobre a admissibilidade do processo de impeachment de Dilma Rousseff se iniciou em 11 de maio de 2016, às 10 horas da manhã, e autorizou o afastamento da Presidente da República Dilma Rousseff, por 55 votos a favor do impedimento contra 22 contrários, e duas faltas. A votação finalizou em 12 de maio de 2016, na parte da manhã, após cerca de 20 horas de votação.

#### Votos
| UF                  | Senador                  | Partido       | Voto       |
| ------------------- | ------------------------ | ------------- | ---------- |
| Rondônia            | Acir Gurgacz             | PDT           | Sim        |
| Minas Gerais        | Aécio Neves              | PSDB          | Sim        |
| São Paulo           | Aloysio Nunes Ferreira   | PSDB          | Sim        |
| Paraná              | Alvaro Dias              | PV            | Sim        |
| Rio Grande do Sul   | Ana Amélia               | PP            | Sim        |
| Roraima             | Ângela Portela           | PT            | Não        |
| Minas Gerais        | Antonio Anastasia        | PSDB          | Sim        |
| Sergipe             | Antônio Carlos Valadares | PSB           | Sim        |
| Pernambuco          | Armando Monteiro         | PTB           | Não        |
| Tocantins           | Ataídes Oliveira         | PSDB          | Sim        |
| Alagoas             | Benedito de Lira         | PP            | Sim        |
| Mato Grosso         | Blairo Maggi             | PR            | Sim        |
| Paraíba             | Cássio Cunha Lima        | PSDB          | Sim        |
| Piauí               | Ciro Nogueira            | PP            | Sim        |
| Distrito Federal    | Cristovam Buarque        | PPS           | Sim        |
| Santa Catarina      | Dalírio Beber            | PSDB          | Sim        |
| Santa Catarina      | Dário Berger             | PSDB          | Sim        |
| Amapá               | Davi Alcolumbre          | DEM           | Sim        |
| Tocantins           | Donizeti Nogueira        | PT            | Não        |
| Maranhão            | Edison Lobão             | PMDB          | Sim        |
| Sergipe             | Eduardo Amorim           | PSC           | Sim        |
| Amazonas            | Eduardo Braga            | PMDB          | Falta      |
| Piauí               | Elmano Férrer            | PTB           | Não        |
| Ceará               | Eunício Oliveira         | PMDB          | Sim        |
| Rio Grande do Norte | Fátima Bezerra           | PT            | Não        |
| Pernambuco          | Fernando Bezerra Coelho  | PSB           | Sim        |
| Alagoas             | Fernando Collor          | PTC           | Sim        |
| Pará                | Flexa Ribeiro            | PSDB          | Sim        |
| Rio Grande do Norte | Garibaldi Alves Filho    | PMDB          | Sim        |
| Acre                | Gladson Cameli           | PP            | Sim        |
| Paraná              | Gleisi Hoffmann          | PT            | Não        |
| Distrito Federal    | Hélio José               | PMDB          | Sim        |
| Pernambuco          | Humberto Costa           | PT            | Não        |
| Rondônia            | Ivo Cassol               | PP            | Sim        |
| Pará                | Jader Barbalho           | PMDB          | Falta      |
| Maranhão            | João Alberto             | PMDB          | Não        |
| Amapá               | João Capiberibe          | PSB           | Não        |
| Acre                | Jorge Viana              | PT            | Não        |
| Rio Grande do Norte | José Agripino            | DEM           | Sim        |
| Paraíba             | José Maranhão            | PMDB          | Sim        |
| Mato Grosso         | José Medeiros            | PSD           | Sim        |
| Ceará               | José Pimentel            | PT            | Não        |
| São Paulo           | José Serra               | PSDB          | Sim        |
| Rio Grande do Sul   | Lasier Martins           | PDT           | Sim        |
| Bahia               | Lídice da Mata           | PSB           | Não        |
| Rio de Janeiro      | Lindbergh Farias         | PT            | Não        |
| Goiás               | Lúcia Vânia              | PSB           | Sim        |
| Espírito Santo      | Magno Malta              | PR            | Sim        |
| Rio de Janeiro      | Marcelo Crivella         | PRB           | Sim        |
| Sergipe             | Maria do Carmo Alves     | DEM           | Sim        |
| São Paulo           | Marta Suplicy            | PMDB          | Sim        |
| Amazonas            | Omar Aziz                | PSD           | Sim        |
| Bahia               | Otto Alencar             | PSD           | Não        |
| Santa Catarina      | Paulo Bauer              | PSDB          | Sim        |
| Rio Grande do Sul   | Paulo Paim               | PT            | Não        |
| Pará                | Paulo Rocha              | PT            | Não        |
| Mato Grosso do Sul  | Pedro Chaves             | PSC           | [ nota 1 ] |
| Paraíba             | Raimundo Lira            | PMDB          | Sim        |
| Amapá               | Randolfe Rodrigues       | REDE          | Não        |
| Alagoas             | Renan Calheiros          | PMDB          | Abstenção  |
| Piauí               | Regina Sousa             | PT            | Não        |
| Distrito Federal    | José Reguffe             | (Sem partido) | Sim        |
| Espírito Santo      | Ricardo Ferraço          | PSDB          | Sim        |
| Paraná              | Roberto Requião          | PMDB          | Não        |
| Maranhão            | Roberto Rocha            | PSB           | Sim        |
| Rio de Janeiro      | Romário                  | PSB           | Sim        |
| Roraima             | Romero Jucá              | PMDB          | Sim        |
| Goiás               | Ronaldo Caiado           | DEM           | Sim        |
| Espírito Santo      | Rose de Freitas          | PMDB          | Sim        |
| Acre                | Sérgio Petecão           | PSD           | Sim        |
| Mato Grosso do Sul  | Simone Tebet             | PMDB          | Sim        |
| Ceará               | Tasso Jereissati         | PSDB          | Sim        |
| Roraima             | Telmário Mota            | PDT           | Não        |
| Rondônia            | Valdir Raupp             | PMDB          | Sim        |
| Amazonas            | Vanessa Grazziotin       | PCdoB         | Não        |
| Tocantins           | Vicentinho Alves         | PR            | Sim        |
| Mato Grosso do Sul  | Waldemir Moka            | PMDB          | Sim        |
| Bahia               | Walter Pinheiro          | (Sem partido) | Não        |
| Mato Grosso         | Wellington Fagundes      | PR            | Sim        |
| Goiás               | Wilder Morais            | PP            | Sim        |
| Minas Gerais        | Zezé Perrella            | PDT           | Sim        |

### No Plenário, quanto à cassação

Mapa do país colorido pela contagem de votos favoráveis à cassação lançados pelos senadores que representam cada UF:
Três
Dois
Um
Nenhum

No dia 31 de agosto, o plenário do Senado Federal decide cassar o mandato de Dilma. Foram 61 votos favoráveis, 20 contrários e nenhuma abstenção, nem ausência.

### No Plenário, quanto à elegibilidade
No mesmo dia em que decidiu cassar o mandato de Rousseff, o plenário do Senado Federal preferiu rejeitar a proposta de torná-la inelegível por oito anos. Foram 42 votos favoráveis, 36 contrários, três abstenções e nenhuma ausência. Sendo assim, os favoráveis não conseguiram alcançar os 54 votos necessários.
16 senadores votaram pela cassação de Dilma, mas votaram contra sua inegibilidade. São eles:
- Acir Gurgacz (PDT-RO)
- Antonio Carlos Valadares (PSB-SE)
- Cidinho Santos (PR-MT)
- Cristovam Buarque (PPS-DF)
- Edison Lobão (PMDB-MA)
- Eduardo Braga (PMDB-AM)
- Hélio José (PMDB-DF)
- Jader Barbalho (PMDB-PA)
- João Alberto Souza (PMDB-MA)
- Raimundo Lira (PMDB-PB)
- Renan Calheiros (PMDB-AL)
- Roberto Rocha (PSB-MA)
- Rose de Freitas (PMDB-ES)
- Telmário Mota (PDT-RR)
- Vicentinho Alves (PR-TO)
- Wellington Fagundes (PR-MT)

Três senadores votaram pela cassação de Dilma e se abstiveram de votar em sua inegibilidade:
- Eunício Oliveira (PMDB-CE)
- Maria do Carmo Alves (DEM-SE)
- Valdir Raupp (PMDB-RO)